# Karl Julius Beloch
Pour les articles homonymes, voir Beloch.
Karl Julius Beloch (21 janvier 1854 - 1er février 1929) est un historien allemand spécialiste de l'antiquité classique et de l'histoire économique.

## Formation et carrière
Venu en Italie en 1870 pour des raisons médicales, il étudie à Palerme et Rome. Après un doctorat à l'université de Heidelberg, il devient professeur d'histoire ancienne à l'université de Rome.
Son œuvre originale en fait un historien marquant de son époque, par son étude critique des sources gréco-romaines ; ce faisant il s'attire les foudres de Theodor Mommsen. Il publie notamment en 1886 l'un des premiers travaux de démographie historique, consacré à la taille de la population italienne au premier siècle avant notre ère.
Il est connu également pour avoir relancé la théorie de la royauté de Carthage.
Il est enterré au cimetière du Testaccio.